# Krakovany (okres Piešťany)
Krakovany jsou obec na Slovensku přibližně 5 km západně od města Piešťany. Žije zde přibližně 1 500 obyvatel.
Dnešní obec Krakovany se skládá ze dvou bývalých samostatných obcí, Krakovan a Stráží, které byly sloučeny v roce 1943. Obě obce byly poprvé zmíněny v Zoborské listině z roku 1113, Krakovany pod názvem Craco a Stráže pod názvem Spectaculi.
V obci stojí římskokatolické kostely svatého Mikuláše z roku 1702 a svatého Gála (Havla) z druhé poloviny 14. století, který má náročné okenní kružby a pestrou variaci gotických kamenických detailů v portálech a klenbách. Jde o jednu z mála gotických staveb v regionu zachovanou v původní středověké podobě. Je zde také kaple Krve Pána Ježíše z roku 1820.

## Rodáci
- Vincent Sedlák (* 1930), historik a vysokoškolský pedagog